# Heian (kata Shōtōkan)
Pour les articles homonymes, voir Heian.
Les kata Heian sont une série de cinq kata initiatiques du karaté Shōtōkan-ryu. Ces kata dits pédagogiques permettent d'apprendre à maîtriser l'essentiel des techniques du style Shōtōkan en suivant une logique de progression, et préfigurent l'apprentissage des kata supérieurs.
Ils ont été codifiés en 1936 par le fondateur du style, Gichin Funakoshi, à partir des kata Pinan créés par Ankō Itosu.

## Étymologie
Le mot « Heian » (平安) est souvent traduit par « esprit tranquille ». Il vient du japonais hei (平) signifiant « calme, stable », et an (安) signifiant « paix, quiétude ».
Ce nom aurait été choisi pour souligner la dimension pédagogique de ces kata, au départ destinés aux enfants, qui ne comportent aucune technique trop violente et qui commencent et s'achèvent tous par une technique de défense.

## Histoire

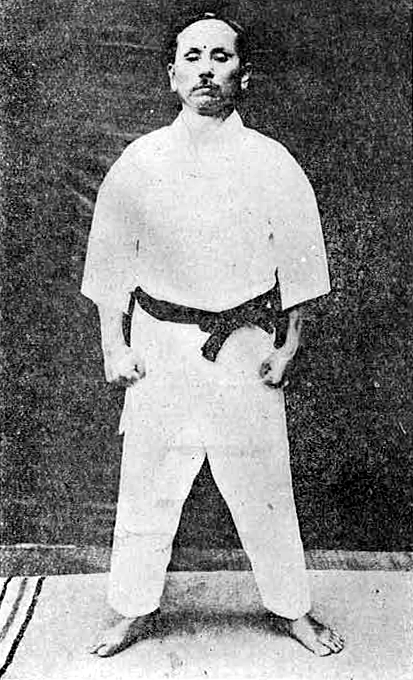
Gichin Funakoshi dans la position du yoi, qu'on retrouve au début de chaque kata Heian.

Les kata Heian sont issus des kata Pinan, créés en 1907 par Ankō Itosu au sein du style Shorin-ryu. Jusqu'alors, les kata étaient des formes théoriquement immuables et transmises en secret. Avec la création des Pinan, Itosu rompt cette tradition : il crée de nouveaux kata, leur attribue une visée pédagogique plutôt que guerrière, et diffuse leur enseignement de manière systématique dans les écoles d'Okinawa. C'est le signe de la modernisation d'une société qui ne voit plus dans le karaté simplement un art de guerre destiné à tuer, mais aussi plus largement un outil d'éducation physique.
Trente ans plus tard, en 1936, lorsque Gichin Funakoshi fonde l'école de karaté Shōtōkan, il choisit de conserver la pratique des Pinan. Il les renomme cependant en Heian dans une logique de « japonisation » du vocabulaire et leur apporte quelques changements. Les Heian deviennent alors la base de l'enseignement du karaté au Japon, qui est majoritairement basé sur le style Shōtōkan.
Il est généralement admis que les Heian sont une décomposition ou une simplification issue des kata Kushanku et Bassai.

## Liste
Les cinq kata Heian sont les suivants :
- Heian Shodan
- Heian Nidan
- Heian Sandan
- Heian Yondan
- Heian Godan

Shodan signifie « premier niveau », nidan « deuxième niveau », etc.
Ils sont généralement appris dans l'ordre et approfondis à chaque passage de grade.

## Description

### Embusen
Leurs embusen (tracés au sol) des cinq Heian suivent des schémas relativement similaires, mais avec un niveau de complexité qui augmente au fil des niveaux. Ainsi, Heian Shodan et Heian Nidan ont des embusen relativement simples, basés sur des allers-retours symétriques, tandis que Heian Yodan et Heian Godan comportent plus de variations et de particularités.

### Techniques
Les kata Heian contiennent chacun 21 mouvements (quoique le décompte puisse varier car certains mouvements sont composés de plusieurs techniques) et s'exécutent en moyenne en 30 à 50 secondes.
Ils contiennent la plupart des techniques de base (kihon) du karaté Shōtōkan, et suivent une logique de progression technique, du plus simple au plus complexe. Ainsi la série commence par Heian Shodan, kata très simple qui ne comporte que cinq techniques différentes, pour s'achever avec Heian Godan, dont l'embusen est complexe et qui comporte des techniques et postures très variées, notamment des attaques main ouverte, des coups de pied, coups de coude, et même un saut.

### État d'esprit
Ces kata ont été conçus dans une logique pédagogique et n'incluent donc pas de techniques trop agressives telles que les frappes aux yeux ou les coups de pied au bas-ventre. Ils encouragent une attitude non-violente puisqu'ils commencent et s'achèvent tous par des techniques de blocage.
Ils sont considérés comme étant au fondement de la pratique du karaté Shōtōkan. Cependant, le maître Hirokazu Kanazawa souligne que, en raison des limitations imposées par leur nature pédagogique, leur pratique seule ne peut suffire au pratiquant avancé, qui doit également travailler les kata dits « supérieurs ».

## Passage de grades
En France, l'apprentissage des cinq Heian est généralement associé au passage des cinq ceintures de couleur (jaune, orange, vert, bleu, marron), qui sont attribuées au sein des clubs.
Au sein de la Fédération française de karaté, la connaissance des cinq Heian (ainsi que de Tekki Shodan) est requise pour le passage du 1er dan de la ceinture noire.